# Dypsis lanceolata
Dypsis lanceolata é uma espécie de angiospermas da família Arecaceae.
Apenas pode ser encontrada em Comoros.